# Аркадак
Аркадак (на руски: Аркадак) е град в Русия, административен център на Аркадакски район, Саратовска област. Населението му към 1 януари 2018 година е 11 895 души.